# الرياضة في كندا

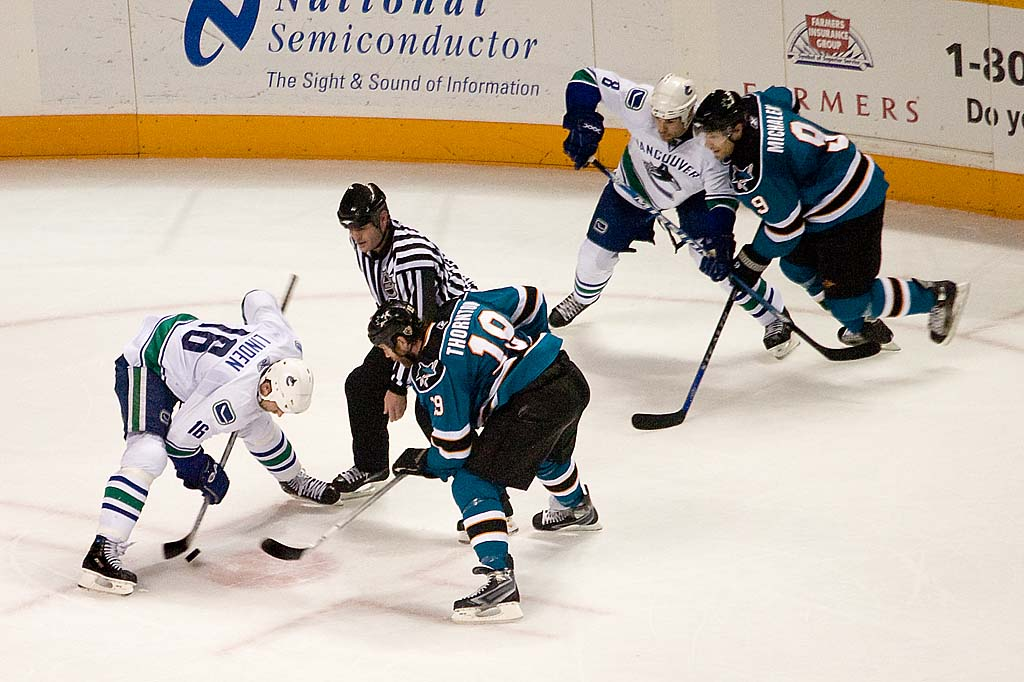

تتكون الرياضة في كندا من مجموعة واسعة من الألعاب.هناك العديد من المسابقات ذات قيمة بالنسبة للكنديين وأكثرها شيوعا هي لعبة هوكي الجليد، و «لاكروس»، وكرة الركبي الكندية، وكرة القدم، وكرة السلة، و «كيرلنق» والبيسبول، حيث هوكي الجليد و «لاكروس» هما الرياضة الرسمية لفصلي الشتاء والصيف. 
لعبة هوكي الجليد، والتي تسمى " هوكي “، هي الرياضة الكندية الأكثر انتشارا في فصل الشتاء، والأكثر شعبية للمشجعين، والأكثر نجاحا في المنافسات الدولية. هي الرياضة الرسمية الوطنية لفصل الشتاء في كندا. «لاكروس» رياضة أتت من الأصول المحلية لهذا البلاد، وهي أقدم رياضة رسمية لفصل الصيف في كندا. كرة القدم الكندية هي الرياضة الثانية الأكثر شعبية في كندا، كونها الأكثر شعبية في مقاطعات البراري.
الكأس الرمادي «قراي» هو بطولة دوري كرة القدم الكندية السنوية، وهي واحدة من أكبر الأحداث الرياضية السنوية في البلاد. في حين أن غيرها من الألعاب الرياضية لديها قاعدة جماهيرية أكبر، حيث أن كرة القدم لديها أكثر اللاعبين المسجلين في أي فريق رياضي في كندا. كما توجد فرق محترفة في العديد من المدن في كندا.
ذكرت إحصاءات كندا أن العشرة الأوائل للرياضات التي يشاركون بها الكنديين هي لعبة الغولف، وهوكي الجليد، والسباحة، وكرة القدم، وكرة السلة، والبيسبول، وكرة الطائرة، والتزلج (هبوطا وصعوداً)، وركوب الدراجات والتنس.  
كدولة ذات مناخ بارد بشكل عام، الا ان كندا تتمتع في دورة الألعاب الاولمبية الشتوية أكثر من دورة الألعاب الاولمبية الصيفية، وعلى الرغم من أن الاختلافات الإقليمية الكبيرة في المناخ الا أنها تسمح لمجموعة واسعة من الرياضات الجماعية والفردية. وتشمل أهم أحداث الرياضات المتعددة في كندا دورة الألعاب الاولمبية الشتوية لعام 2010. يتم التعريف بالإنجازات الكبيرة في مجال الرياضة الكندية من خلال قائمة الرياضات الكندية الأشهر، بينما يمنح كأس “لو مارش" سنويا لأفضل رياضي في كندا من قبل لجنة من الصحفيين. هناك العديد من الرياضات الأخرى في قائمة الرياضات الأشهر في كندا.

## التاريخ
يقع تاريخ الرياضة الكندية في خمس مراحل من التطور: الأنشطة الترفيهية المبكرة قبل عام 1840 بدء المنافسة المنظمة، 1840-1880؛ ظهور المنظمات الوطنية، 1882-1914؛ النمو السريع لرياضات الهواة والمحترفين على حد سواء، من 1914 إلى 1960؛ وتطورات القرن الماضي تتمتع بعض الرياضات، وخاصة الهوكي واللاكروس وكيرلنج بسمعة دولية باعتبارها كندية على وجه الخصوص.

## الحكام
```
كندا
```

الاتحادية والمحلية على حد سواء تشارك الحكومات النشطة في الألعاب الرياضية لكل منها مناطق الولاية التي تتداخل الرياضية. تقوم هيئة الرياضة الكندية (Sport Canada) بشكل عام بتوجيه (أو على الأقل تنسيق) النشاط الفيدرالي في مجال الرياضة. بينما تحاول الحكومة الفيدرالية عمومًا القيام بدور قيادي في مجالات المنافسة الدولية (حيث يكون اختصاصها أكثر وضوحًا) فإن بعض المقاطعات، وخاصة كيبيك، تشارك بنشاط في الرياضة على جميع المستويات، حتى مع نخبة الرياضيين الدوليين. غالبًا ما تركز المقاطعات على ألعاب القوى الطلابية، لأنها تقع بشكل أكثر وضوحًا في منطقة الولاية القضائية الإقليمية (التعليم).

### الرياضة الجماعية والجامعية
هي الهيئة الحاكمة الوطنية للرياضات الجامعية، بينما تنظم الرابطة الكندية لألعاب القوى الرياضة الكلية. أحد العوامل التي تؤثر على مستويات المشاركة الرياضية في المؤسسات الأعضاء في U Sports هو تقييد U Sports الذي تغطي المنح الدراسية الرسوم الدراسية فقط، مما يؤدي إلى جذب العديد من أفضل الرياضيين الطلابيين الكنديين إلى الولايات المتحدة حيث تسمح المنظمات مثل National Collegiate Athletic Association (NCAA) "بالقيادة الكاملة" "المنح الدراسية التي تشمل الرسوم الدراسية والكتب والسكن والسفر. آخر هو دوري الهوكي الكندي الشهير (للاعبي الهوكي الذكور الذين تتراوح أعمارهم بين 15 و 20 عامًا)، والتي تعمل بشكل فعال بمثابة دوري التطوير الأساسي لدوري الهوكي الوطني المحترف، على الرغم من أن فرق CHL تقدم الدعم المالي للاعبين الذين يختارون لعب هوكي U Sports بعد مغادرة CHL.

## الرياضة الوطنية
كندا اثنين بحكم القانون الرياضية الوطنية: هوكي الجليد ولاكروس.
في مايو 1964، أجرى الرئيس السابق لجمعية هوكي الهواة الكندية ثم عضو البرلمان الحالي جاك روكسبيرج بحثًا مكثفًا لمعرفة ما إذا كان البرلمان الكندي قد أعلن عن لعبة وطنية، وبحث على وجه التحديد ما إذا كان قد تم الإعلان رسميًا عن لعبة اللاكروس. بعد الاطلاع على السجلات البرلمانية، وجد أنه لم يتم سن أي قانون على الإطلاق. ذكرت الصحافة الكندية في ذلك الوقت أن أسطورة لاكروس كلعبة وطنية لكندا ربما جاءت من كتاب نُشر عام 1869 بعنوان لاكروس، اللعبة الوطنية في كندا، وأن جمعية لاكروس الكندية تأسست عام 1867. تزامنت مساعيه لإعلان الهوكي على أنها لعبة وطنية لكندا مع نقاش العلم الكندي العظيم عام 1964. في 28 أكتوبر 1964، تحرك روكسبيرج لتقديم بيل سي -132، فيما يتعلق بإعلان الهوكي كلعبة وطنية لكندا.
ورد أعضاء جمعية لاكروس الكندية على الاقتراح ووصفوه بأنه إهانة و «خارج عن الخط»، وتعهدوا بمكافحته. في 11 يونيو 1965، رد بوب بريتي بتقديم مشروع قانون منفصل لإعلان لعبة اللاكروس كلعبة وطنية لكندا وذكر أنه «أعتقد أنه من المناسب في هذا الوقت عندما نفكر في الأعلام الوطنية والأناشيد الوطنية وغيرها من الألعاب الوطنية. الرموز، يجب تسوية هذا الأمر بالذات الآن». تمت مناقشة اختيار اللعبة الوطنية لكندا في عام 1965، ولكن لم يتم تمرير أي من القانونين عندما تم حل البرلمان. في عام 1967، اقترح رئيس الوزراء ليستر ب. بيرسون تسمية الألعاب الصيفية والشتوية الوطنية، ولكن لم يتم حل أي شيء.
في عام 1994، اعترضت مجموعات First Nations على مشروع قانون حكومي يقترح إنشاء لعبة هوكي الجليد كرياضة وطنية في كندا، بحجة أنها أهملت الاعتراف بلعبة اللاكروس، وهي مساهمة فريدة من السكان الأصليين. رداً على ذلك، قام مجلس العموم بتعديل مشروع قانون «للاعتراف بالهوكي على أنه رياضة شتوية في كندا واللاكروس رياضة صيفية في كندا». في 12 مايو 1994، دخل قانون الرياضة الوطني الكندي حيز التنفيذ بهذه التعيينات. [15]
على الرغم من أن التشريع تضمن تسميات موسمية، يمكن ممارسة كلتا الرياضتين في مواسم مختلفة. يمكن لعب لاكروس طوال العام وفي جميع الفصول وفي الداخل والخارج. خلال المواسم الباردة، يمكن لعب هوكي الجليد في الأماكن المغلقة والمفتوحة، على الرغم من أنه في المواسم الأكثر دفئًا، يتطلب لعبه استخدام الجليد الاصطناعي، الموجود عادة في حلبة للتزلج على الجليد داخلية.